# 中共长山区委员会、廉江青抗会长山分会旧址
中共长山区委员会、廉江青抗会长山分会旧址，位于中国广东省湛江市廉江市长山镇那凌小学，为湛江市廉江市的一个市级文物保护单位，类型为近现代重要史迹及代表性建筑，公布时间为1994年4月17日。
中共长山区委员会、廉江青抗会长山分会旧址的历史年代为解放战争时期。